# 히라오카시
히라오카시(일본어: 枚岡市)은 일본 오사카부에 있던 시이다. 히가시오사카시의 동부에 해당한다.

## 역사
1955년 1월 11일, 나카카와치군의 구사카촌(孔舎衙村), 이시키리정(石切町), 히라오카정(枚岡町), 나와테정(縄手町)이 합병하여 오사카부의 19번째 시가 되었다.
1967년 2월 1일, 후세시, 가와치시와 합병하여 히가시오사카시가 되었다.